# Mary Servoss
Mary Servoss, née le 2 juin 1888 à Chicago (Illinois) et morte le 20 novembre 1968 à Los Angeles (Californie), est une actrice américaine.

## Biographie

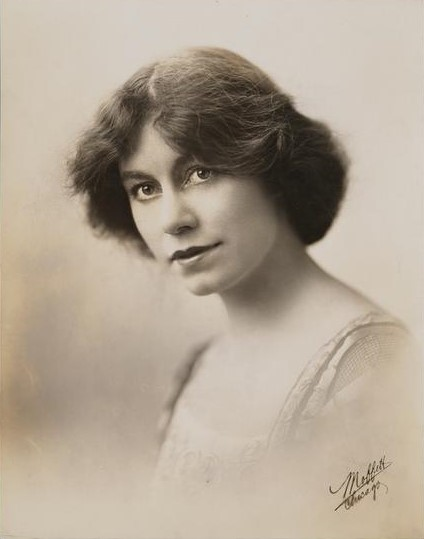
Photo promotionnelle pour The Master of the House (Broadway, 1912)

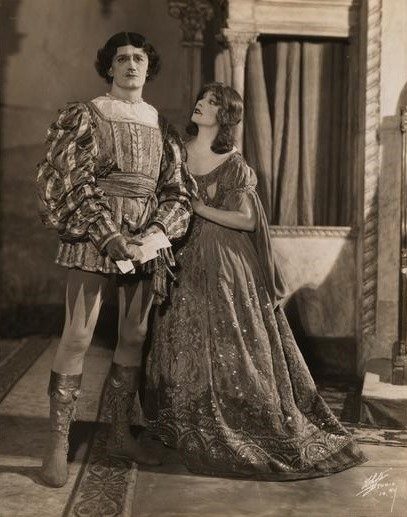
Avec Philip Merivale, dans Le Marchand de Venise (Broadway, 1922-1923)

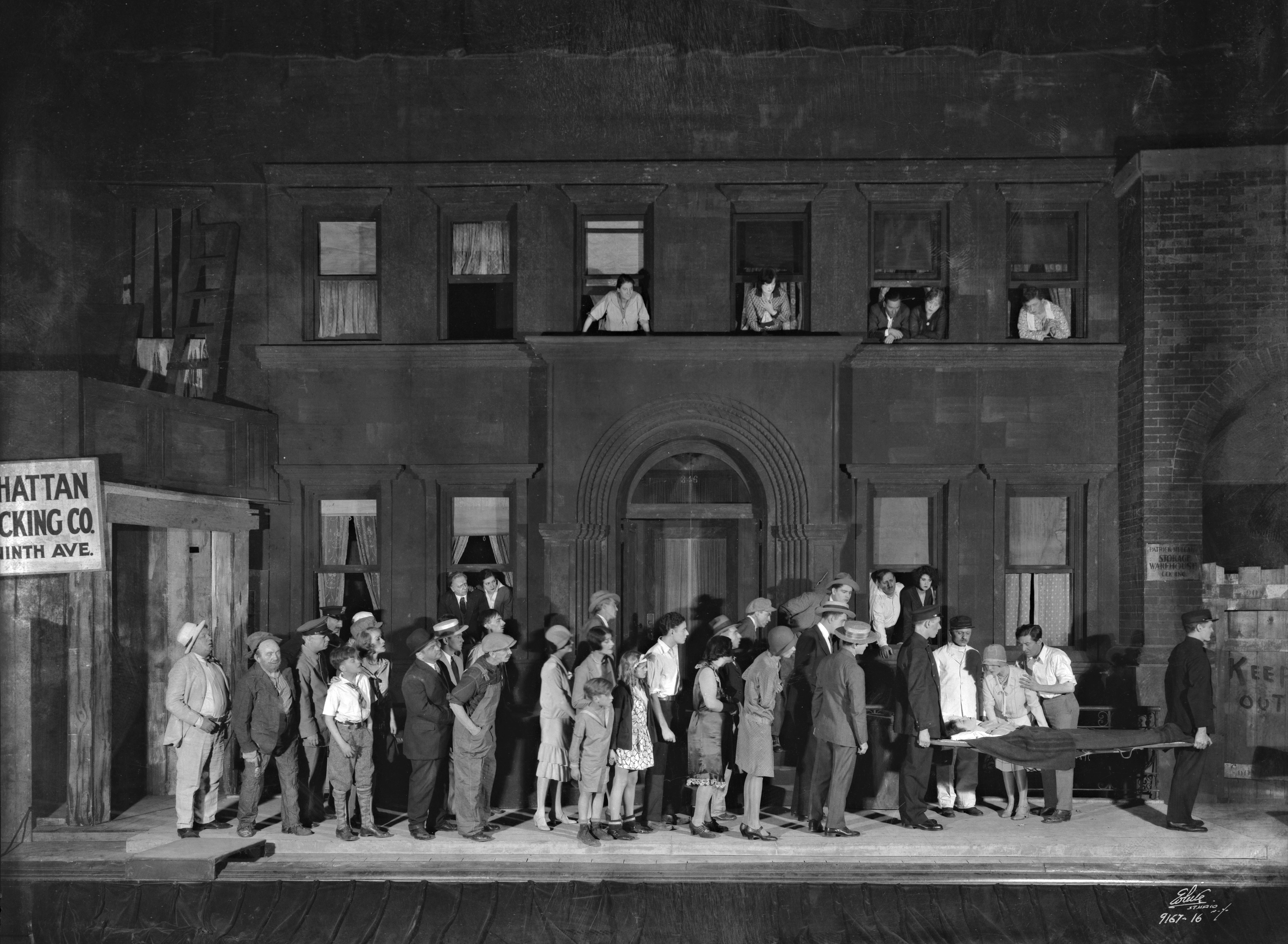
Photo de plateau de Scène de la rue (Broadway, 1929-1930)

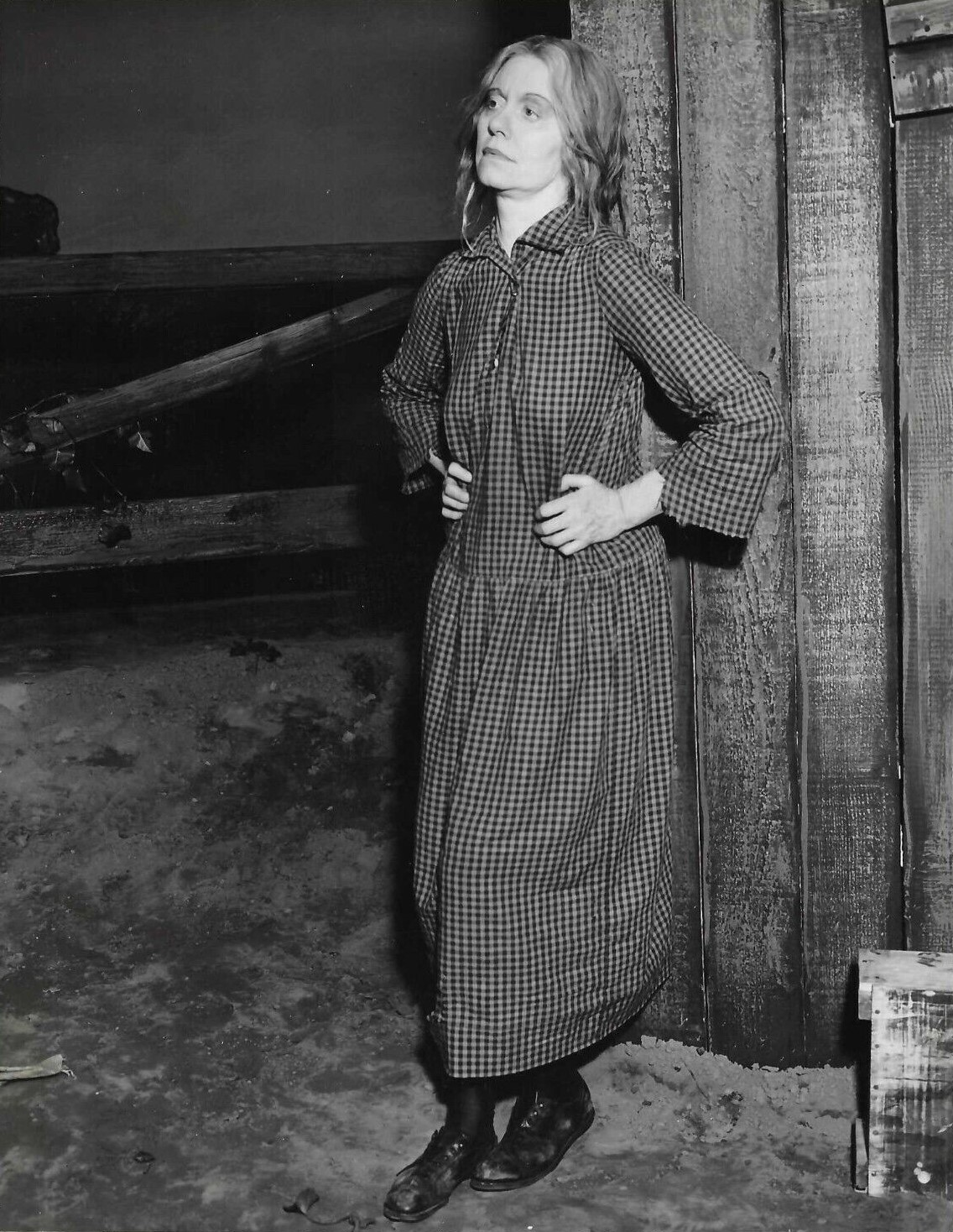
Dans La Route au tabac (tournée américaine, 1935-1936)

Mary Servoss entame sa carrière au théâtre et joue notamment à Broadway (New York), où elle débute à 19 ans, début 1906. Là, sa deuxième pièce est The Master of the House d'Edgar James (1912, avec Florence Reed et Ralph Morgan).
Sur les planches new-yorkaises, mentionnons également Le Marchand de Venise de William Shakespeare (1922-1923, avec Philip Merivale), Scène de la rue (en) d'Elmer Rice (1929-1930, avec Beulah Bondi et Erin O'Brien-Moore), Hamlet du même Shakespeare (1931 puis 1936, avec Raymond Massey puis Leslie Howard dans le rôle-titre). La dernière de ses dix-huit pièces à Broadway est Médée d'Euripide (1949, avec Judith Anderson dans le rôle-titre et Henry Brandon).
Hors Broadway, citons La Route au tabac (en) de Jack Kirkland (en) (d'après le roman éponyme d'Erskine Caldwell) en 1935-1936 avec Henry Hull et Leon Ames, en tournée américaine (par exemple à Baltimore), après la création à Broadway en 1933 (avec Margaret Wycherly dans le rôle d'Ada Lester repris par Mary Servoss).
Au cinéma, elle apparaît sur le tard dans vingt-et-un films américains produits principalement par la Warner durant les années 1940, depuis The Lone Wolf Keeps a Date (en) de Sidney Salkow (Columbia Pictures, 1940, avec Warren William et Frances Robinson) jusqu'à La Garce de King Vidor (1949, avec Bette Davis et Joseph Cotten).
Entretemps, évoquons L'amour n'est pas en jeu de John Huston (1942, avec Bette Davis et Olivia de Havilland), Celles que fiers nous saluons de Mark Sandrich (1943, avec Claudette Colbert et Paulette Goddard), L'Aveu de Douglas Sirk (1944, avec Linda Darnell et George Sanders) et Le Droit d'aimer de Curtis Bernhardt (1946, avec Barbara Stanwyck et George Brent).
Mary Servoss meurt en 1968, à 80 ans.

## Théâtre

### Broadway (intégrale)
- 1906 : Bedford's Hope de Lincoln J. Carter
- 1912 : The Master of the House d'Edgar James
- 1914 : Consequences de H. F. Rubinstein
- 1916-1917 : Upstairs and Down de Fanny et Frederic Hatton
- 1918 : Watch Your Neighbor de Leon Gordon et Le Roy Clemens
- 1922-1923 : Le Marchand de Venise (The Merchant of Venice) de William Shakespeare, production et mise en scène de David Belasco : Portia
- 1924 : Les Félines (Tiger Cats) de Karen Bramson, adaptation de Michael Orme, production et mise en scène de David Belasco : Yvonne
- 1927-1928 : Behold the Bridegroom de (et mise en scène par) George Kelly : Eleanor Ridgway
- 1929-1930 : Scène de la rue (en) (Street Scene) de (et mise en scène par) Elmer Rice, décors de Jo Mielziner : Anna Maurrant[1]
- 1931 : Hamlet de William Shakespeare, mise en scène, décors, costumes et lumières de Norman Bel Geddes : la reine Gertrude
- 1932-1933 : Counsellor-at-Law de (mise en scène et produite par) Elmer Rice : Cora Simon
- 1932-1933 : Dangerous Corner (en) de John Boynton Priestley : Olwen Peel
- 1936 : Étienne (Another Love) de Jacques Deval, adaptation de George Oppenheimer : Simone du Bois[2]
- 1936 : Hamlet de William Shakespeare, mise en scène de John Houseman et Leslie Howard, production de ce dernier, musique de scène de Virgil Thomson : la reine Gertrude
- 1938 : Tortilla Flat de (et mise en scène par) Jack Kirkland (en), d'après le roman éponyme de John Steinbeck : Mme Morales
- 1938 : Dance Night de Kenyon Nicholson, mise en scène de Lee Strasberg : Blanche Hendricks
- 1940 : Suspect d'Edward Perry et Reginald Denham : lady Const
- 1946 : Swan Song de Charles MacArthur et Ben Hecht, mise en scène de Joseph Pevney : Stella Hemingway
- 1949 : Médée (Medea) d'Euripide, adaptation de Robinson Jeffers : la première femme à Corinthe

### Autres lieux (sélection)
- 1935-1936 : La Route au tabac (en) (Tobacco Road) de Jack Kirkland (en), d'après le roman éponyme d'Erskine Caldwell : Ada Lester[3] (tournée américaine, notamment à Baltimore et Salt Lake City : voir lien externe)

## Filmographie partielle
- 1940 : The Lone Wolf Keeps a Date (en) de Sidney Salkow : Mme Colby
- 1942 : Échec à la Gestapo (All Through the Night) de Vincent Sherman : une passante
- 1942 : L'amour n'est pas en jeu (In This Our Life) de John Huston : Charlotte Fitzroy
- 1943 : Et la vie continue (The Human Comedy) de Clarence Brown : Mme Beaufrere
- 1943 : Celles que fiers nous saluons ou Les Anges de miséricorde (So Proudly We Hail!) de Mark Sandrich : Capitaine « Ma » McGregor
- 1944 : Four Jills in a Jeep de William A. Seiter : une lieutenant infirmière
- 1944 : Saboteur sans gloire (Uncertain Glory) de Raoul Walsh : la femme de Drover
- 1944 : Angoisse (Experiment Perilous) de Jacques Tourneur : Mlle Wilson
- 1944 : L'Aveu (Summer Storm) de Douglas Sirk : Mme Kalenin
- 1944 : Madame Parkington (Mrs. Parkington) de Tay Garnett : Mme Graham
- 1945 : Danger Signal de Robert Florey : Mme Fenchurch
- 1945 : La mort n'était pas au rendez-vous (Conflict) de Curtis Bernhardt : la propriétaire
- 1945 : Roughly Speaking de Michael Curtiz : la servante Rose
- 1945 : Le Roman de Mildred Pierce (Mildred Pierce) de Michael Curtiz : une infirmière
- 1946 : Le Droit d'aimer (My Reputation) de Curtis Bernhardt : Mary
- 1946 : La Voleuse (A Stolen Life) de Curtis Bernhardt : une infirmière
- 1947 : Le Mur des ténèbres (High Wall) de Curtis Bernhardt : Martha Ferguson
- 1948 : Le Droit de tuer (An Act of Murder) de Michael Gordon : Julia
- 1949 : La Garce (Beyond the Forest) de King Vidor : Mme Wetch